# Cantón de Lorient-Sur
El cantón de Lorient-Sur era una división administrativa francesa, que estaba situada en el departamento de Morbihan y la región de Bretaña.

## Composición
El cantón estaba formado por una fracción de la comuna que le daba su nombre:
- Lorient (fracción)

## Supresión del cantón de Lorient-Sur
En aplicación del Decreto n.º 2014-215 de 21 de febrero de 2014, el cantón de Lorient-Sur fue suprimido el 22 de marzo de 2015 y la fracción de la comuna que le daba su nombre se unió con las demás fracciones para que, por medio de una reestructuración cantonal, fueran creados los nuevos cantones de Lorient-1 y Lorient-2.